# Axel Dünnwald-Metzler
Axel Dünnwald-Metzler (* 9. Dezember 1939 in Stuttgart; † 6. April 2004 ebenda) war ein deutscher Unternehmer. Einer breiten Öffentlichkeit wurde er als Präsident des ehemaligen Fußball-Bundesligisten Stuttgarter Kickers bekannt. Häufig wurde er nach seinen Initialen kurzerhand „ADM“ genannt.

## Leben
Axel Dünnwald wurde als Sohn von Josef Dünnwald, Staatskapellmeister an der Stuttgarter Oper, geboren. Sein Bruder ist Achim Thorwald, ehemaliger Generalintendant des Badischen Staatstheaters Karlsruhe. Sein Leben war eng mit den Stuttgarter Kickers verbunden. Jahren als Jugendspieler bei diesem Verein folgte zwischen 1958 und 1961 sein Einsatz in der Abwehr des Vereins in der Oberliga Süd, der damals höchsten Spielklasse im deutschen Fußball. Seine aktive Karriere beendete er früh im Alter von 22 Jahren, als er nach einem Foul an einem Gegenspieler und der damit verbundenen Sperre auf weitere Einsätze verzichtete. 
Nun widmete er sich stärker seiner beruflichen Karriere und begann bei der Firma Metzler International, dem damals größten Brillenvertrieb der Welt, als Geschäftsführer zu arbeiten. Dort lernte er Ursi Metzler, die Tochter des Firmeninhabers kennen, seine spätere Frau. 
Im Mai 1979 übernahm er bei den Stuttgarter Kickers das Amt des Präsidenten. Unter seinem Vorsitz und dank seiner finanziellen Förderung gelang zweimal (1988 und 1991) der Aufstieg in die Fußball-Bundesliga. 1987 stand der Verein im Finale um den DFB-Pokal. In den letzten Jahren geriet der Verein aber zunehmend in die Krise. Neben der sportlichen Talfahrt und dem nur knapp abgewehrten Abstieg in die Viertklassigkeit geriet der Verein im Frühjahr 2003 auch an den Rand des finanziellen Ruins. Die Zahlungsunfähigkeit konnte nur durch den Verkauf des vereinseigenen, nach Axel Dünnwald-Metzler benannten, ADM-Sportparks abgewendet werden. Im Juli 2003 gab er das Amt des Vereinspräsidenten an seinen Nachfolger Hans Kullen ab.
Axel Dünnwald-Metzler erlag am 6. April 2004 im Alter von 64 Jahren einem Lungenkrebsleiden.